# Гласный суд
«Гла́сный суд» — газета, выходившая в Санкт-Петербурге в 1866-1867 годах.

## История
Газета судебная, политическая, литературная и экономическая «Гласный суд» выходила в Санкт-Петербурге ежедневно с 1 октября 1866 до 21 июля 1867 года.
Издавал и редактировал газету А. Н. Артоболевский, последние месяцы фактическим редактором был П. А. Гайдебуров.
«Гласный суд» особое внимание уделял судебным делам. Первое время газета была бесцветным умеренно-либеральным органом. Преобладающее место занимали стенограммы судебных процессов. Очевидно, газета не имела успеха, и летом 1867 издатель предпринял ее реорганизацию. Привлеченный к редактированию сотрудник демократического журнала «Дело» Павел Гайдебуров пригласил группу публицистов-демократов: Н. А. Демерта, Н. С. Курочкина, Н. К. Михайловского. Эта группа сотрудников попыталась превратить газету в демократическое издание, но в конце июля выход газеты прервался из-за недостаточной подписки.